# Mikroregion Guanambi

Mikroregion Guanambi

Mikroregion Guanambi – mikroregion w brazylijskim stanie Bahia należący do mezoregionu Centro-Sul Baiano. Ma powierzchnię 20.575,04820 km²

## Gminy
- Caculé
- Caetité
- Candiba
- Guanambi
- Ibiassucê
- Igaporã
- Iuiú
- Jacaraci
- Lagoa Real
- Licínio de Almeida
- Malhada
- Matina
- Mortugaba
- Palmas de Monte Alto
- Pindaí
- Riacho de Santana
- Sebastião Laranjeiras
- Urandi